# Paraguay ved OL
Paraguay deltog første gang i olympiske lege under sommer-OL 1968 i Mexico City og har siden deltaget i alle efterfølgende sommerlege undtaget 1980 i Moskva, som nationen deltog i den Internationale boykot af. Panama deltog i vinterlegene første gang i 2014 i Sotji.

## Medaljeoversigt
| Paraguays medaljer under de olympiske sommerlege | Paraguays medaljer under de olympiske sommerlege | Paraguays medaljer under de olympiske sommerlege | Paraguays medaljer under de olympiske sommerlege | Paraguays medaljer under de olympiske sommerlege | Paraguays medaljer under de olympiske sommerlege |                     | Paraguays medaljer under de olympiske vinterlege | Paraguays medaljer under de olympiske vinterlege | Paraguays medaljer under de olympiske vinterlege | Paraguays medaljer under de olympiske vinterlege | Paraguays medaljer under de olympiske vinterlege | Paraguays medaljer under de olympiske vinterlege |
| Lege                                             | Guld                                             | Sølv                                             | Bronze                                           | Totalt                                           | Rang                                             | Lege                | Guld                                             | Sølv                                             | Bronze                                           | Totalt                                           | Rang                                             |                                                  |
| 1968 Mexico City                                 | 0                                                | 0                                                | 0                                                | 0                                                | –                                                | 1968 Grenoble       | Deltog ikke                                      | Deltog ikke                                      | Deltog ikke                                      | Deltog ikke                                      | Deltog ikke                                      |                                                  |
| 1972 München                                     | 0                                                | 0                                                | 0                                                | 0                                                | –                                                | 1972 Sapporo        | Deltog ikke                                      | Deltog ikke                                      | Deltog ikke                                      | Deltog ikke                                      | Deltog ikke                                      |                                                  |
| 1976 Montréal                                    | 0                                                | 0                                                | 0                                                | 0                                                | –                                                | 1976 Innsbruck      | Deltog ikke                                      | Deltog ikke                                      | Deltog ikke                                      | Deltog ikke                                      | Deltog ikke                                      |                                                  |
| 1980 Moskva                                      | Deltog ikke                                      | Deltog ikke                                      | Deltog ikke                                      | Deltog ikke                                      | Deltog ikke                                      | 1980 Lake Placid    | Deltog ikke                                      | Deltog ikke                                      | Deltog ikke                                      | Deltog ikke                                      | Deltog ikke                                      |                                                  |
| 1984 Los Angeles                                 | 0                                                | 0                                                | 0                                                | 0                                                | –                                                | 1984 Sarajevo       | Deltog ikke                                      | Deltog ikke                                      | Deltog ikke                                      | Deltog ikke                                      | Deltog ikke                                      |                                                  |
| 1988 Seoul                                       | 0                                                | 0                                                | 0                                                | 0                                                | –                                                | 1988 Calgary        | Deltog ikke                                      | Deltog ikke                                      | Deltog ikke                                      | Deltog ikke                                      | Deltog ikke                                      |                                                  |
| 1992 Barcelona                                   | 0                                                | 0                                                | 0                                                | 0                                                | –                                                | 1992 Albertville    | Deltog ikke                                      | Deltog ikke                                      | Deltog ikke                                      | Deltog ikke                                      | Deltog ikke                                      |                                                  |
| 1996 Atlanta                                     | 0                                                | 0                                                | 0                                                | 0                                                | –                                                | 1994 Lillehammer    | Deltog ikke                                      | Deltog ikke                                      | Deltog ikke                                      | Deltog ikke                                      | Deltog ikke                                      |                                                  |
| 2000 Sydney                                      | 0                                                | 0                                                | 0                                                | 0                                                | –                                                | 1998 Nagano         | Deltog ikke                                      | Deltog ikke                                      | Deltog ikke                                      | Deltog ikke                                      | Deltog ikke                                      |                                                  |
| 2004 Athen                                       | 0                                                | 1                                                | 0                                                | 1                                                | 65                                               | 2002 Salt Lake City | Deltog ikke                                      | Deltog ikke                                      | Deltog ikke                                      | Deltog ikke                                      | Deltog ikke                                      |                                                  |
| 2008 Beijing                                     | 0                                                | 0                                                | 0                                                | 0                                                | –                                                | 2006 Torino         | Deltog ikke                                      | Deltog ikke                                      | Deltog ikke                                      | Deltog ikke                                      | Deltog ikke                                      |                                                  |
| 2012 London                                      | 0                                                | 0                                                | 0                                                | 0                                                | –                                                | 2010 Vancouver      | Deltog ikke                                      | Deltog ikke                                      | Deltog ikke                                      | Deltog ikke                                      | Deltog ikke                                      |                                                  |
| 2016 Rio de Janeiro                              | 0                                                | 0                                                | 0                                                | 0                                                | –                                                | 2014 Sotji          | 0                                                | 0                                                | 0                                                | 0                                                | –                                                |                                                  |
| 2020 Tokyo                                       | 0                                                | 0                                                | 0                                                | 0                                                | –                                                | 2018 Pyeongchang    | Deltog ikke                                      | Deltog ikke                                      | Deltog ikke                                      | Deltog ikke                                      | Deltog ikke                                      |                                                  |
| Totalt                                           | 0                                                | 1                                                | 0                                                | 1                                                |                                                  | Totalt              | 0                                                | 0                                                | 0                                                | 0                                                |                                                  |                                                  |